# اخترماهی کوتاه گوتی
اخترماهی کوتاه گوتی (نام علمی: Brachygalaxias gothei) نام یک گونه از سرده اخترماهی‌های کوتاه است.